# Tarvaris Jackson
Tarvaris D’Andre Jackson (* 21. April 1983 in Montgomery, Alabama; † 12. April 2020 in Pike Road, Alabama) war ein US-amerikanischer American-Football-Spieler auf der Position des Quarterbacks. Er spielte zuletzt für die Seattle Seahawks in der National Football League (NFL).

## Karriere

### College
Die Minnesota Vikings beobachteten den Quarterback bereits während seiner College-Zeit. Den Vikings gefielen dabei vor allem seine Leistungen im East–West Shrine Game, ein All-Star-Spiel im College Football, sowie während der NFL Combine.

### NFL

#### Minnesota Vikings
Die Vikings wählten Jackson in der zweiten Runde des NFL Drafts 2006 aus und verpflichteten ihn für vier Jahre. In der Pre-Season war er, gemessen am Quarterback Rating von 115 eingesetzten Quarterbacks auf Platz 15. Aus seinem Draft-Jahrgang war lediglich Jay Cutler, damals bei den Denver Broncos, besser. Er erzielte zusätzlich 11,3 Yards pro Lauf, wodurch Vergleiche mit dem ebenfalls sehr laufstarkem Quarterback Michael Vick gezogen wurden.
In seinem ersten NFL-Spiel kam er für den verletzten Brad Johnson ins Spiel und warf drei von vier Pässen erfolgreich, bevor er bei einem Fumble den Ball verlor. Über die Leistung von Johnson erzürnt, forderten die Fans mehr Einsätze von Jackson. Seinen ersten Touchdownpass warf er im Spiel gegen die New York Jets. Außerdem warf er in diesem Spiel Pässe für einen Raumgewinn von 177 Yards und erlief weitere 20. Er spielte die restlichen Spiele von Beginn an. Am Ende der Saison kam er nur auf 50 Prozent angekommene Pässe.
Für die Saison 2007 war Tarvaris Jackson als Starting-Quarterback gesetzt. Er absolvierte eine enttäuschende Saison, mit lediglich neun Touchdowns und zwölf Interceptions. Dennoch entschied sich Brad Childress, mit Jackson als Starter auch 2008 in die Saison zu gehen.
Jacksons Leistung blieb auch in der neuen Saison unter den Erwartungen. In der ersten Woche warf er eine spielentscheidende Interception, in der darauffolgenden Woche erzielte er keinen einzigen Touchdown. Aufgrund dieser Leistungen verlor er seinen Platz in der Stamm-Mannschaft an Gus Frerotte. Jackson spielte erst wieder in der 14. Woche gegen die Detroit Lions sowie die Woche darauf gegen die Arizona Cardinals, sein bestes Spiel bis dato mit elf von 17 erfolgreichen Pässen, davon vier Touchdownpässe. Er absolvierte sämtliche darauffolgende Spiele inklusive der Play-offs, wo er mit den Vikings gegen die Philadelphia Eagles verlor.
2009 verlor er seinen Platz an Brett Favre, der von seinem Ruhestand zurücktrat und bei den Vikings unterschrieb. Entgegen den Erwartungen wechselte Jackson nicht das Team, sondern wurde Favres Backup. Er absolvierte fünf Spiele und warf einen Touchdown.
Tarvaris Jackson unterschrieb 2010 einen neuen Einjahresvertrag bei den Vikings.

#### Seattle Seahawks
Nach dem Lockout 2011 einigte er sich im Juli mit den Seattle Seahawks auf einen neuen Vertrag und wechselte das Team. Er absolvierte seine beste Saison und wurde Starting-Quarterback mit beinahe 3.100 geworfenen Yards und 14 Touchdowns bei 13 Interceptions.

#### Buffalo Bills
Im Sommer 2012 wurden Matt Flynn verpflichtet und Russell Wilson gedraftet, die mit Jackson um den Platz als Starter konkurrieren sollten. Tarvaris Jackson wurde allerdings noch vor der Saison zu den Buffalo Bills getauscht, die Seahawks bekamen im Gegenzug einen Siebtrunden-Draft-Pick für den NFL Draft. Bei den Bills absolvierte er keine einzige Partie. Das Team verlängerte seinen Vertrag dennoch um ein Jahr, entließ den Quarterback im Juni 2013 allerdings endgültig. Daraufhin nahmen ihn die Seattle Seahawks wieder unter Vertrag, vorerst für ein Jahr.

#### Seattle Seahawks
Jackson setzte sich in der Saisonvorbereitung, im Kampf um den Platz hinter Russell Wilson, gegen Brady Quinn durch, kam aber nur vereinzelt zum Einsatz. Unter anderem wurde er im Super Bowl XLVIII gegen die Denver Broncos im letzten Viertel eingewechselt. Damit kam zum ersten Mal nach 13 Jahren wieder ein Backup-Quarterback im Super Bowl zum Einsatz.
Nach der Saison unterschrieb er bei den Seattle Seahawks im Frühjahr 2014 einen neuen Einjahresvertrag. Vor der Saison 2015 unterschrieb er erneut für ein Jahr.

## Privates
2014 verließ er die Troy University mit einem Bachelor-Abschluss in Psychologie. Er war mit Lakitta Jackson verheiratet und Vater von drei Kindern. Im Juni 2016 wurde er festgenommen, nachdem er während eines Streits mit einer Waffe auf seine Frau gezielt und gedroht haben soll, sie zu töten. Seine Frau habe ihn jedoch zuvor mit einem Küchenmesser bedroht. Anfang August 2016 wurde das Verfahren gegen ihn eingestellt, da nach Ansicht der Staatsanwaltschaft keine eindeutigen Beweise vorlagen.
Ab 2018 hatte er eine Stelle als Assistent der Alabama State University im Football-Team übernommen. 2019 wurde Jackson zum Quarterback-Trainer der Tennessee State University ernannt. Er starb am 12. April 2020 im Alter von 36 Jahren an den Folgen eines Verkehrsunfalls in seinem Wohnort Pike Road.